# Etapa do Rio de Janeiro da Stock Car Brasil
A Etapa do Rio de Janeiro é uma corrida que fez parte do calendário da Stock Car Brasil.
Foi disputada no Autódromo de Jacarepaguá nas temporadas de 2005 até 2011.
Em 2022, a etapa voltará a ser disputada, mas desta vez em um circuito no pátio do aeroporto do Galeão, será a primeira vez que a categoria correrá num circuito deste tipo.

## Vencedores
| Ano  | Piloto           | Equipe             | Local       | Detalhes |
| ---- | ---------------- | ------------------ | ----------- | -------- |
| 2011 | Cacá Bueno       | Red Bull Racing    | Jacarepaguá | Detalhes |
| 2010 | Felipe Maluhy    | Officer ProGP      | Jacarepaguá | Detalhes |
| 2009 | Daniel Serra     | Red Bull Racing    | Jacarepaguá | Detalhes |
| 2008 | Valdeno Brito    | Andreas Mattheis   | Jacarepaguá | Detalhes |
| 2007 | Duda Pamplona    | Officer Motorsport | Jacarepaguá | Detalhes |
| 2006 | Tarso Marques    | Terra Avallone     | Jacarepaguá | Detalhes |
| 2005 | Giuliano Losacco | Andreas Mattheis   | Jacarepaguá | Detalhes |

## Traçados utilizados

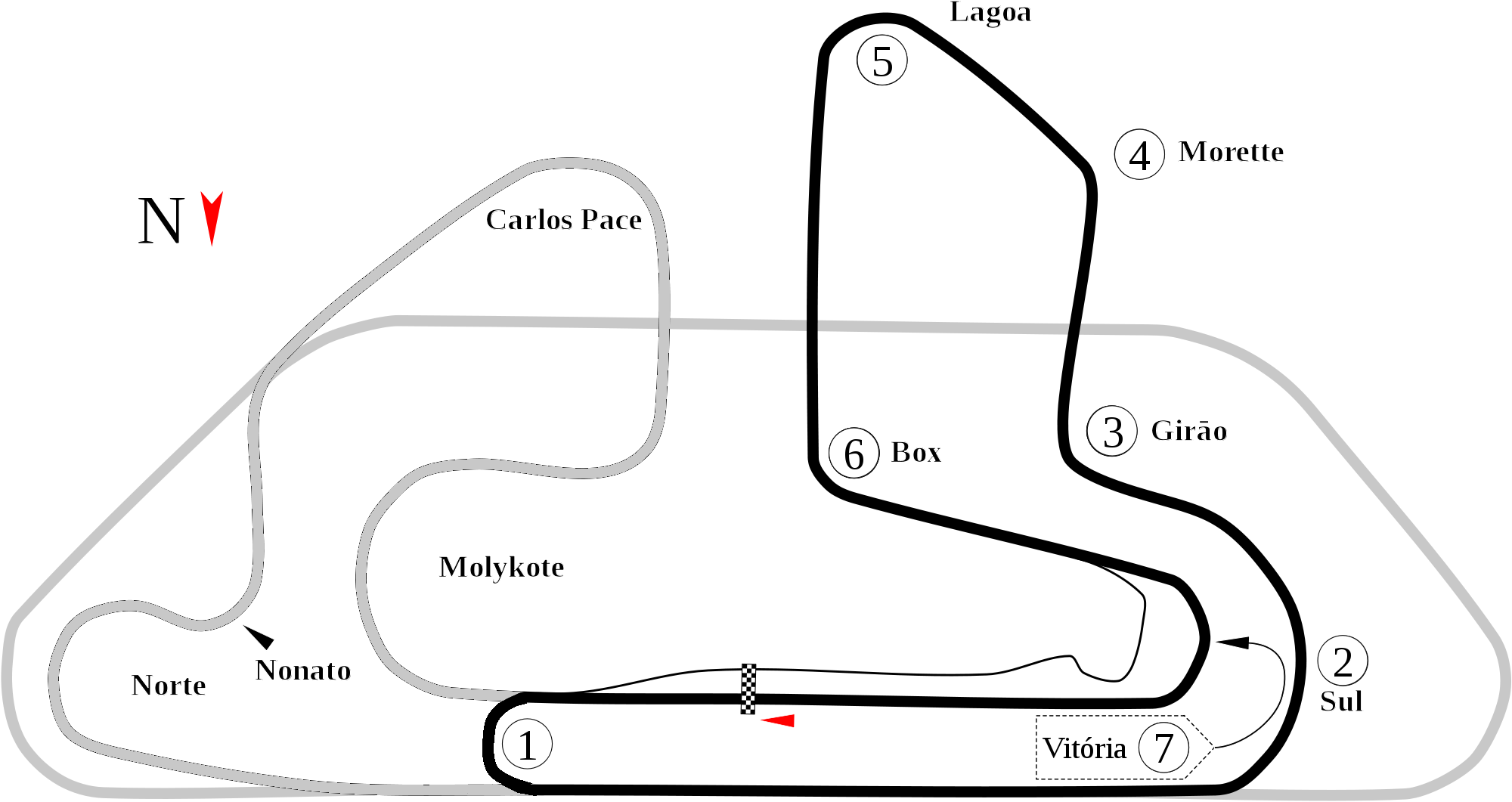
Autódromo de Jacarepaguá, utilizado até a temporada de 2011.